# 옴니시스템
옴니시스템(영어: Omnisystem Co., Ltd.)는 대한민국의 디지털 전력량계 기업이다.

## 상장
2007년 9월 19일에 공모가 6,500원에 상장하였다.

## 참고문헌
1. ↑  옴니시스템 "휴먼엔 주식 140억원어치 취득…지분율 25.4%", 인포맥스, 2023-08-09
2. ↑  지능형 원격검침 인프라 확대정책에 아이앤씨 옴니시스템 기대 품어, 비즈니스포스트, 2019-06-05
3. ↑  옴니시스템, 사우디 스마트시티 사업 진출 가능성에 강세, 뉴스핌, 2022-09-02